# Rivière Chigoubiche
La rivière Chigoubiche est un affluent de la rivière Ashuapmushuan, coulant dans le territoire non organisé du Lac-Ashuapmushuan, dans la municipalité régionale de comté (MRC) de Le Domaine-du-Roy, dans la région administrative du Saguenay–Lac-Saint-Jean, dans la province de Québec, au Canada.
La rivière Chigoubiche coule dans les cantons d’Argenson, d’Ailleboust et de Chomedey. La foresterie constitue la principale activité économique de cette vallée ; les activités récréotouristiques, en second.
La route 167 qui relie Chibougamau à Saint-Félicien (Québec), passe du côté Nord-Est du lac Chigoubiche et coupe la rivière Chigoubiche. La partie supérieure du cours de la rivière est desservie par la route forestière R0212, la R0203 et la R0204.
La surface de la rivière Chigoubiche est habituellement gelée du début novembre à la mi-mai, toutefois la circulation sécuritaire sur la glace se fait généralement de la mi-novembre à la mi-avril.

## Géographie
Les bassins versants voisins de la rivière Chigoubiche sont :
- côté nord : ruisseau Garlin, ruisseau Pomy, rivière Kanatuashuekanutsh, rivière Ashuapmushuan ;
- côté est : rivière Ashuapmushuan, ruisseau Desautels, rivière Micosas ;
- côté sud : rivière Ashuapmushuan, rivière Pilet, rivière à la Pêche (rivière Chigoubiche), rivière du Grand Portage, rivière Vermillon ;
- côté ouest : rivière de la Licorne, lac Chigoubiche.

La rivière Chigoubiche prend naissance à l'embouchure du lac Chigoubiche (longueur : 7,7 km ; altitude : 359 m). L’embouchure de ce lac de tête est située à :
- 25,8 km au Sud-Ouest de l’embouchure de la rivière Chigoubiche (confluence avec la rivière Ashuapmushuan) ;
- 88,4 km au Nord-Ouest de l’embouchure de la rivière Ashuapmushuan (confluence avec le lac Saint-Jean) ;
- 129,2 km à l’Ouest de l’embouchure du lac Saint-Jean (confluence avec la rivière Saguenay)[2].

À partir de l’embouchure du lac Chigoubiche, le cours de la rivière Chigoubiche coule sur 54,6 km selon les segments suivants :
Cours supérieur de la rivière Chigoubiche (segment de 16,4 km
- 8,4 km vers le Sud-Est en longeant d’abord des falaises de montagnes, puis en longeant un segment du chemin de fer du Canadien National, jusqu’à la confluence de la rivière du Grand Portage (venant du Sud-Ouest) ;
- 0,8 km vers le Sud-Est, jusqu’à la confluence de la rivière Pilet (venant du Sud) ;
- 1,1 km vers le Sud-Est, jusqu’à la limite Ouest du canton d’Ailleboust ;
- 0,6 km vers l’Est dans le canton d’Ailleboust, jusqu’au pont ferroviaire du Canadien National ;
- 5,5 km vers le Nord-Est en recueillant les eaux du ruisseau Adon (venant du Nord) et en formant deux grandes courbes vers le Nord, jusqu’au pont routier du hameau « Poisson-Blanc » ;

Cours inférieur de la rivière Chigoubiche (segment de 38,2 km
- 2,2 km vers l’Est en recueillant le ruisseau Turenne (venant du Nord) et la décharge du lac Thibeault (venant du Nord), jusqu’à la confluence de la rivière à la Pêche (rivière Chigoubiche) (venant du Sud) ;
- 3,1 km vers l’Est, puis le Sud-Est, jusqu’au pont de la route forestière ;
- 30,0 km vers le Nord-Est en formant deux grandes courbes vers le Nord, jusqu’à la confluence de la rivière Vermillon (rivière Chigoubiche) (venant du Sud) ;
- 0,3 km vers l’Est, jusqu’à la limite Ouest du canton de Chomedey ;
- 2,6 km vers l’Est dans le canton de Chomedey en formant une courbe vers le Nord, jusqu’à son embouchure[3].

La confluence de la rivière Chigoubiche avec la rivière Normandin est située à :
- 10,5 km au Nord de la route 167 laquelle longe le chemin de fer du Canadien National ;
- 66,7 km au Nord-Ouest de l’embouchure de la rivière Ashuapmushuan (confluence avec le lac Saint-Jean) ;
- 105,6 km au Nord-Ouest de l’embouchure du lac Saint-Jean (confluence avec la rivière Saguenay).

La rivière Chigoubiche se déverse sur la rive Ouest de la rivière Ashuapmushuan, soit à 17,1 km en aval de l’embouchure de la rivière aux Brochets (rivière Ashuapmushuan) ; et à km en amont de la confluence de la rivière Ashuapmushuan (longueur : 193 km laquelle coule vers le Sud-Est et va se déverser à Saint-Félicien (Québec) sur la rive Ouest du lac Saint-Jean.

## Toponymie
Au cours de la période entre 1950 (environ) et 1964, la rivière Chigoubiche était nommée « rivière d'Argenson ». Cette désignation toponymique était en lien avec le nom du canton d'Argenson où elle prend sa source dans le lac Chigoubiche. Le terme « Argenson » évoquait le souvenir du cinquième gouverneur de la Nouvelle-France (1658-1661).
Le toponyme « Rivière Chigoubiche » a été officialisé le 5 décembre 1968 à la Commission de toponymie du Québec, soit lors de sa création.